# Abdi İpekçi
Abdi İpekçi (Estambul, 9 de agosto de 1929 - ib., 1 de febrero de 1979) fue un periodista turco.

## Biografía
Nació en Estambul en el seno de una familia sefardí (dönmeh) procedente de Salónica. Después de completar la secundaria en el Liceo de Galatasaray, se matriculó en Derecho por la Universidad de Estambul pero no llegó a terminar la carrera. Mientras estudiaba empezó a trabajar en el diario Yeni Sabah como periodista deportivo; en 1954 se incorporó a la plantilla del periódico Milliyet y cinco años después se convirtió en su redactor jefe.
A lo largo de veinte años como editor jefe, el Milliyet se convirtió en un diario especializado en periodismo de investigación, con una línea editorial de centroizquierda que iba más allá de los postulados habituales del Partido Republicano del Pueblo y otros partidos izquierdistas. Entre otras medidas abogó por una mayor separación entre iglesia y estado, defendió el diálogo con Grecia para resolver el conflicto de Chipre y promovió la defensa de los derechos humanos y de las minorías. También se opuso a la creciente polarización política que motivó numerosos atentados contra estudiantes y el golpe militar de 1971.
En 1971 se convirtió en el vicepresidente del International Press Institute, una asociación mundial de periodistas formada por directivos de los medios.

### Muerte
El 1 de febrero de 1979 fue asesinado en un atentado terrorista perpetrado por el grupo ultranacionalista Lobos Grises. El periodista fue abordado en el garaje de su casa, situada en una de las principales avenidas de Estambul, por dos pistoleros que le dispararon en el interior de su coche. La policía detuvo a uno de los autores del crimen, Mehmet Ali Ağca, pero seis meses después logró fugarse de la cárcel en circunstancias no esclarecidas. Dos años después, Ağca perpetró el intento de asesinato de Juan Pablo II.
En memoria del periodista, las autoridades turcas renombraron la calle donde residía como «Avenida Abdi İpekçi» y le dedicaron el principal pabellón deportivo de la ciudad, el Abdi İpekçi Arena, que permaneció abierto desde 1989 hasta 2017. Su tumba puede visitarse en el cementerio Zincirlikuyu.